# Glacier de Mont Durand
De Glacier de Mont Durand is een gletsjer in de Alpen in Zwitserland. De gletsjer grenst aan de Grand Combin, Grand Tête de By, Tête Blanche de By, Mont Avril en de Mont Durand. Boven op de gletsjer staat de Bivacco Musso. De gletsjer is het makkelijkst te bereiken via de Cabane de Charion, bij de Mont Durand. Hij is ook te bereiken, maar dan moeilijker vanaf Italië, via Rifugio Amianthe en Col d'Amianthe.